# Cedynia
Cedynia, německy Zehden a dříve polsky Cedno, je město a sídlo městsko-vesnické gminy Cedynia v jihozápadní části okresu Gryfino v Západopomořanském vojvodství v západním Polsku. Nachází se také na pravém břehu veletoku Odra u polsko-německé státní hranice v geomorfologických celcích Dolina Dolnej Odry a Pojezierze Myśliborskie. Cedynia je nejzápadnějším městem Polska a nachází se v krajinném parku Cedyński Park Krajobrazowy. V roce 2023 zde žilo 1 473 obyvatel.

## Historie
Trvalé osidlení je doloženo již z pravěku (Lužická kultura). První písemná památka pochází z roku 972. Dne 24. června 972 zde proběhla Bitva u Cedynie (Bitwa pod Cedynią) mezi vítěznými vojsky polského knížete Měška I. (935–992) a lužického markraběte Hodona I. (930–993). V roce 1299 získalo město městská práva. V letech 1373-1402 bylo pod správou Českého království, ale v roce 1402 král Zikmund Lucemburský (1368–1437) prodal oblast Řádu německých rytířů. Během třicetileté války byla Cedynia obsazena Švédy a v roce 1631 si švédský král Gustav II. Adolf vybral město za své sídlo. V roce 1701 se Cedynia stala součástí Pruského království. Během konce druhé světové války v lednu 1945 začaly boje, v jejichž důsledku byly poškozeny všechny okolní silniční mosty přes Odru a železniční most. Dne 3. února 1945 vstoupily do města jednotky Rudé armády. Po konci druhé světové války se Cedynia stala součástí Polské lidové republiky a německé obyvatelstvo bylo vystěhováno. V letech 1975–1998 byla vesnice administrativně součástí již zaniklého Štětínského vojvodství.

## Tradiční potraviny
Cedynia je známá těmito originálními, tradičními a chráněnými potravinami a nápoji:
- Akacjowy Miód Cedyński – akátový včelí med.[5]
- Trójniak Cedyński – medovina.[6]
- Trójniak Czcibor – medovina.[7]

## Další informace
Ve městě je zřízeno Regionální muzeum v Cedynii (Muzeum Regionalne w Cedyni), Památník bitvy u Cedynie, rozhledna aj. Přes město vede dálková cyklistická trasa Szlak Zielona Odra a dálková turistická trasa Szlak Nadodrzański.

## Galerie

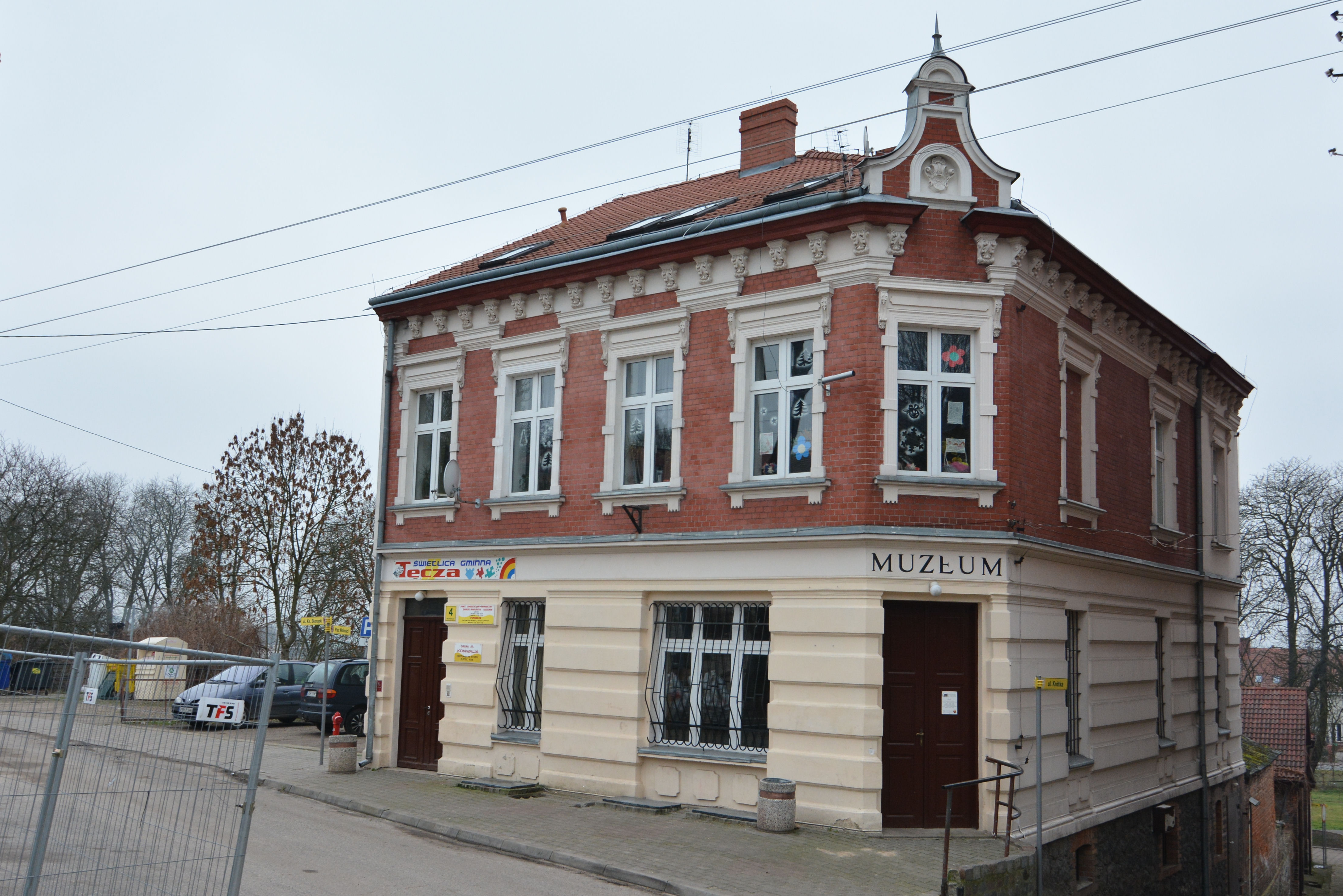
Regionální muzeum v Cedynii (Muzeum Regionalne w Cedyni)
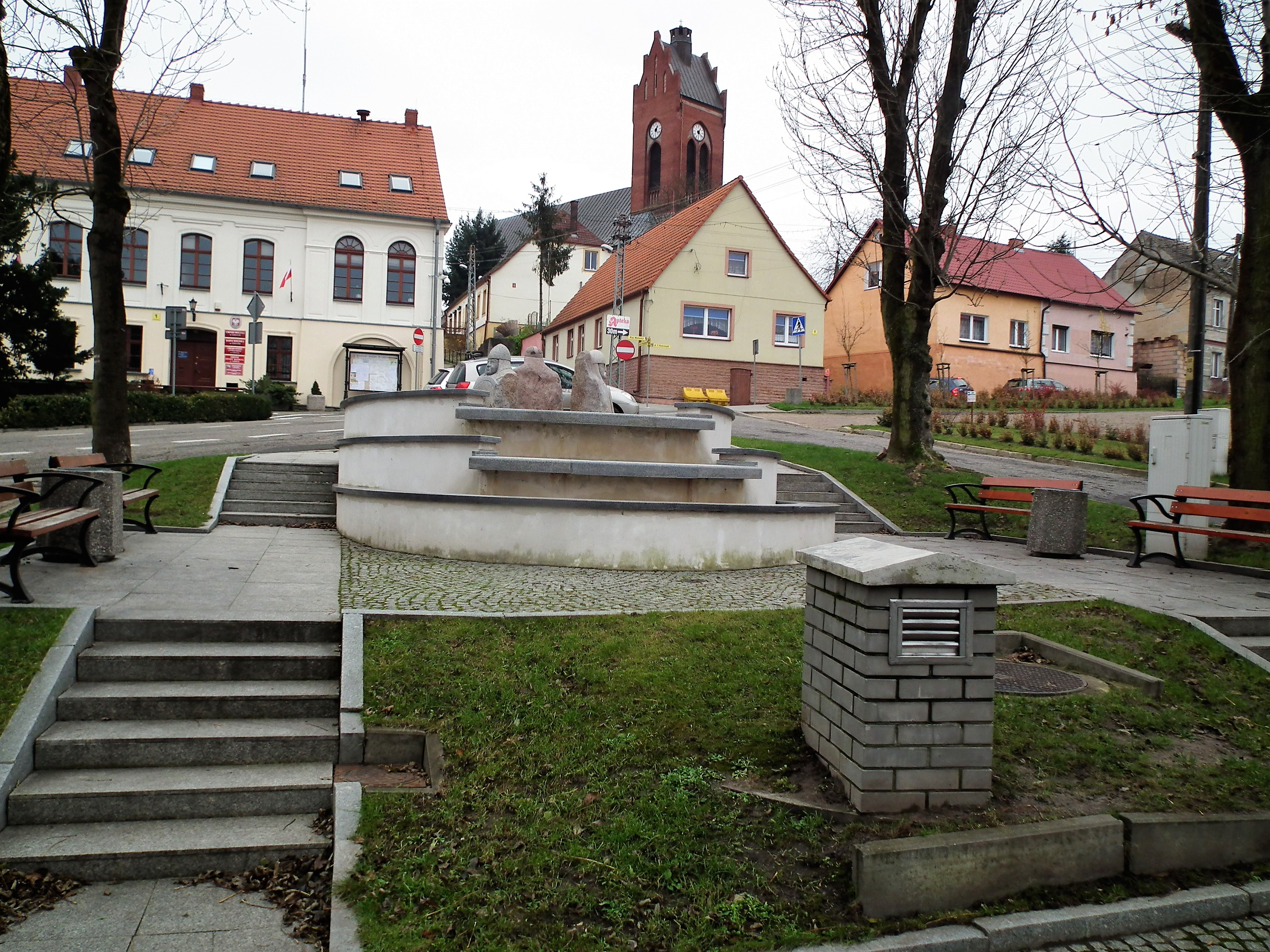
Centrum města
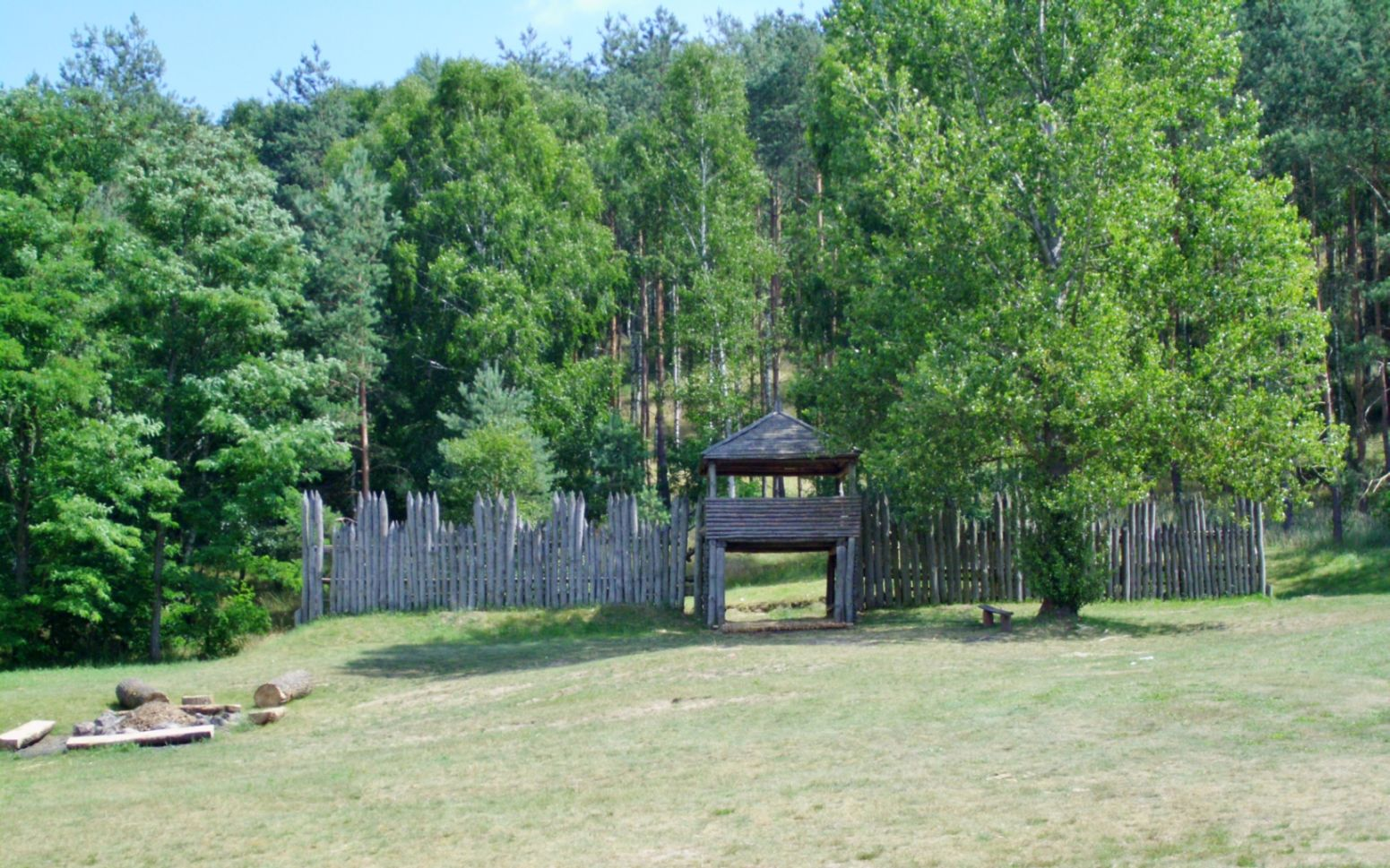
Část hradiště
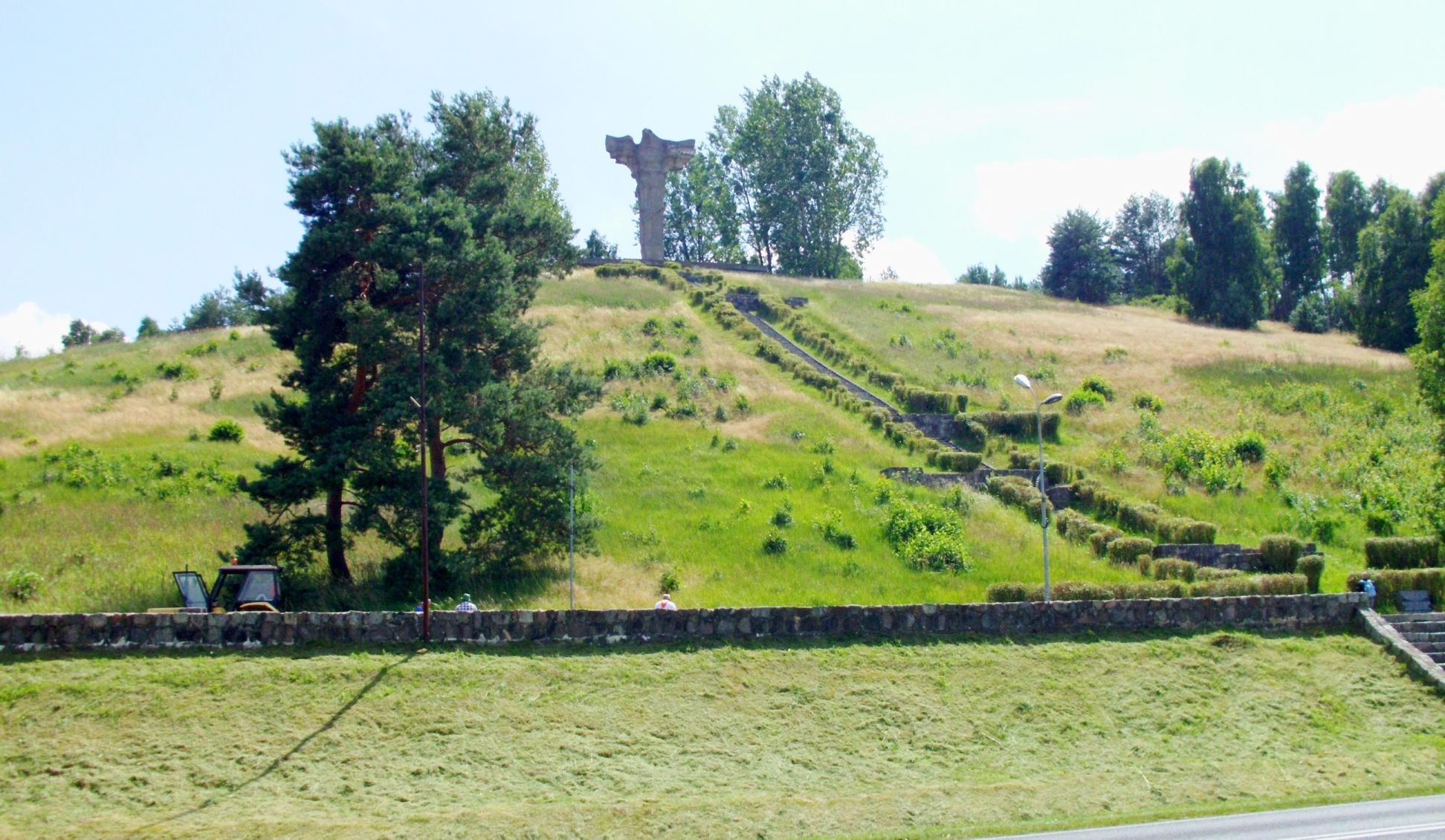
Památník bitvy u Cedynie
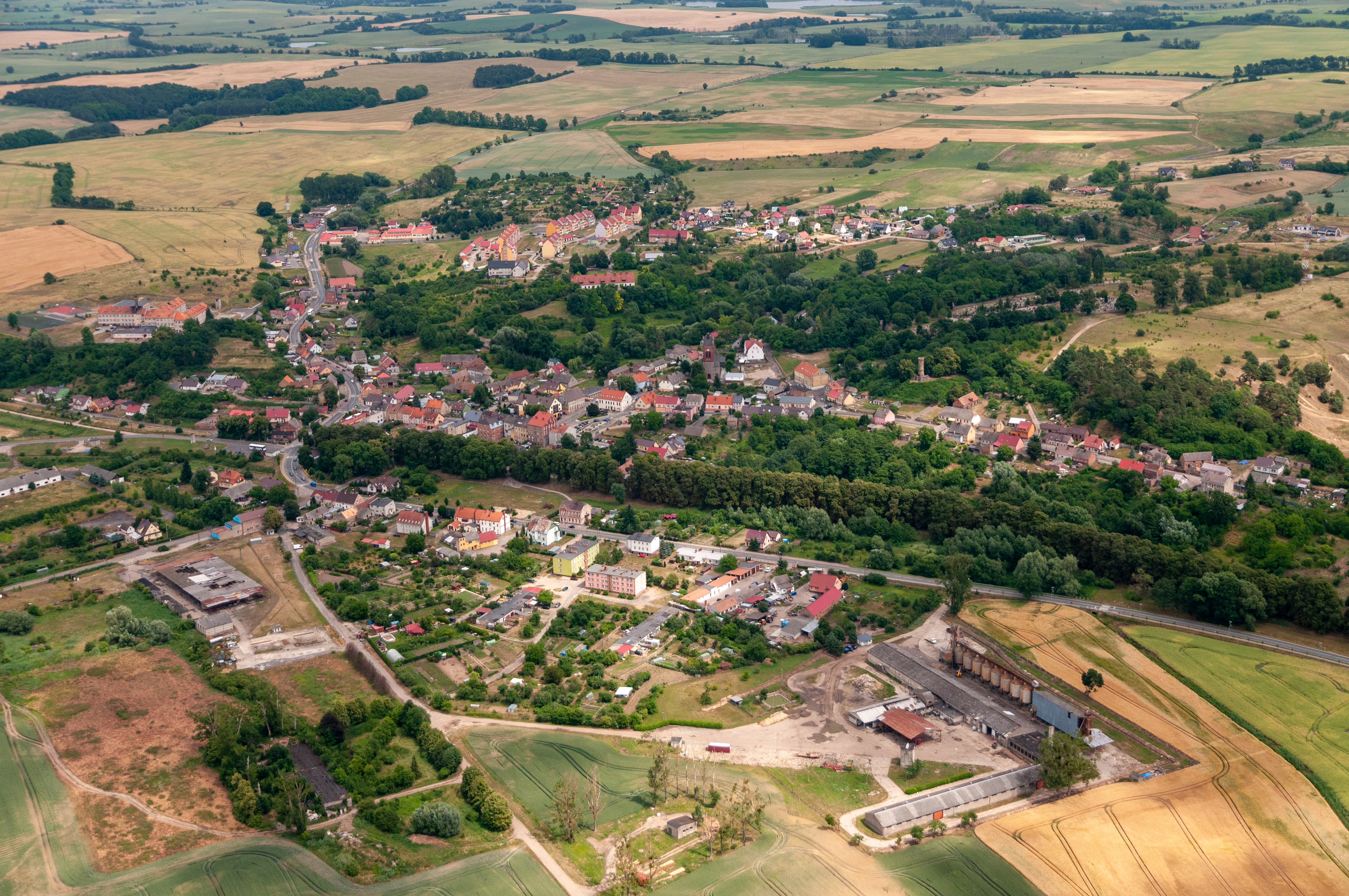
Letecký pohled
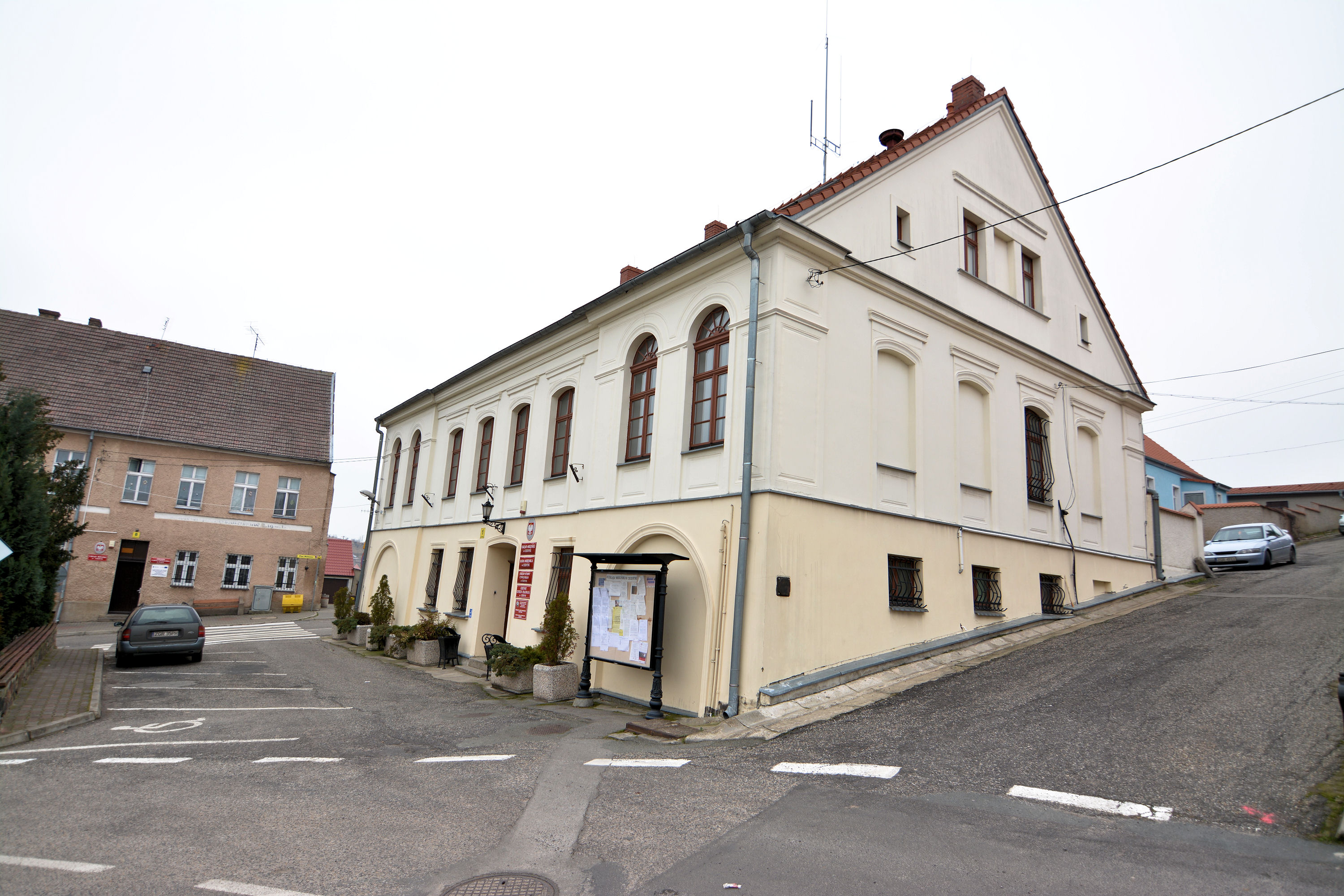
Radnice